# Lioré et Olivier LeO 7
Lioré et Olivier LéO 7 là một mẫu máy bay tiêm kích hai tầng cánh, chuyên hộ tống máy bay ném bom của Pháp, do hãng Lioré et Olivier chế tạo cho Không quân Pháp.

## Biến thể
LéO 7
LéO 7/2
LéO 7/3

## Quốc gia sử dụng
Pháp
- Không quân Pháp
- Hải quân Pháp

## Tính năng kỹ chiến thuật (LéO 7/2)
Dữ liệu lấy từ The Illustrated Encyclopedia of Aircraft
Đặc điểm tổng quát
- Kíp lái: 3
- Chiều dài: 11 m (38 ft 0.75 in)
- Sải cánh: 18.59 m (60 ft 11¾ in)
- Chiều cao: 3.9 m (13 ft 2.25 in)
- Powerplant: 2 × Hispano-Suiza 8Fb, 223 kW (300 hp) mỗi chiêc

Hiệu suất bay
- Vận tốc cực đại: 190 km/h (118 mph)
- Trần bay: 7.010 m (23.000 ft)

Vũ khí trang bị
- 400kg (882lb) bom